# ホセ・デ・マドラーソ
ホセ・デ・マドラーソ（José de Madrazo y Agudo、1781年4月22日 - 1859年5月8日）は、スペインの画家、版画家である。肖像画、歴史画を描いた。プラド美術館の館長も務めた。

## 略歴
現在のスペイン・カンタブリア州のサンタンデールに生まれた。マドリードの王立サン・フェルナンド美術アカデミーでコスメ・デ・アクーニャやグレゴリオ・フェロに学んだ。その才能はフランス大使のFernando La Sernaが注目するところとなり、パリに伴われ、1803年からフランスの新古典派の画家、ジャック＝ルイ・ダヴィッドの工房で学ぶことになった 。ナポレオンの治世下で1806年にローマに移り、アカデミア・ディ・サン・ルカでも学んだ。
イタリアで活動していたシレジアの画家、タデウシュ・クンツェの娘と1809年にローマで結婚した。
ローマでは、1808年に退位し、ローマに亡命していた元のスペイン国王、カルロス4世に会い、宮廷画家に任じられたが、名目的なものであった。ナポレオンの支配が終わり、フェルナンド7世が復位した後の1818年にマドリードに戻った 。1823年に王立サン・フェルナンド美術アカデミーの教授になり、その後、校長になった。スペイン王室の美術コレクションなどを収蔵するために1819年に設立されたプラド美術館の収蔵品の整理、拡充に貢献し1838年に美術館長を務めた。
息子のフェデリコ・デ・マドラーソやルイス・デ・マドラーソが画家になり、その次の世代のライムンド・デ・マドラーソらも画家となり、マドラーソ家はスペインの美術における重要な一族になった。

## 作品

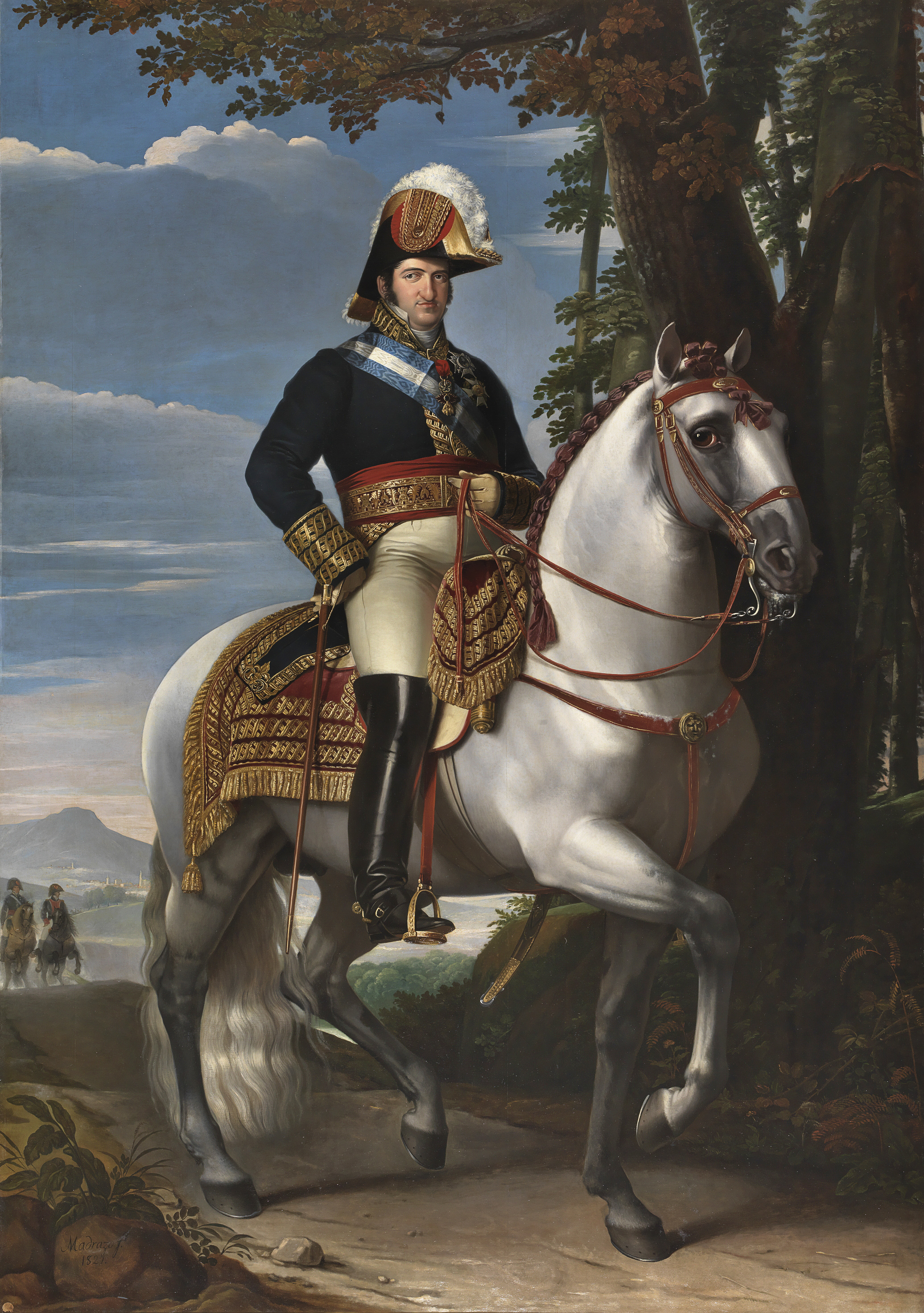
フェルナンド7世
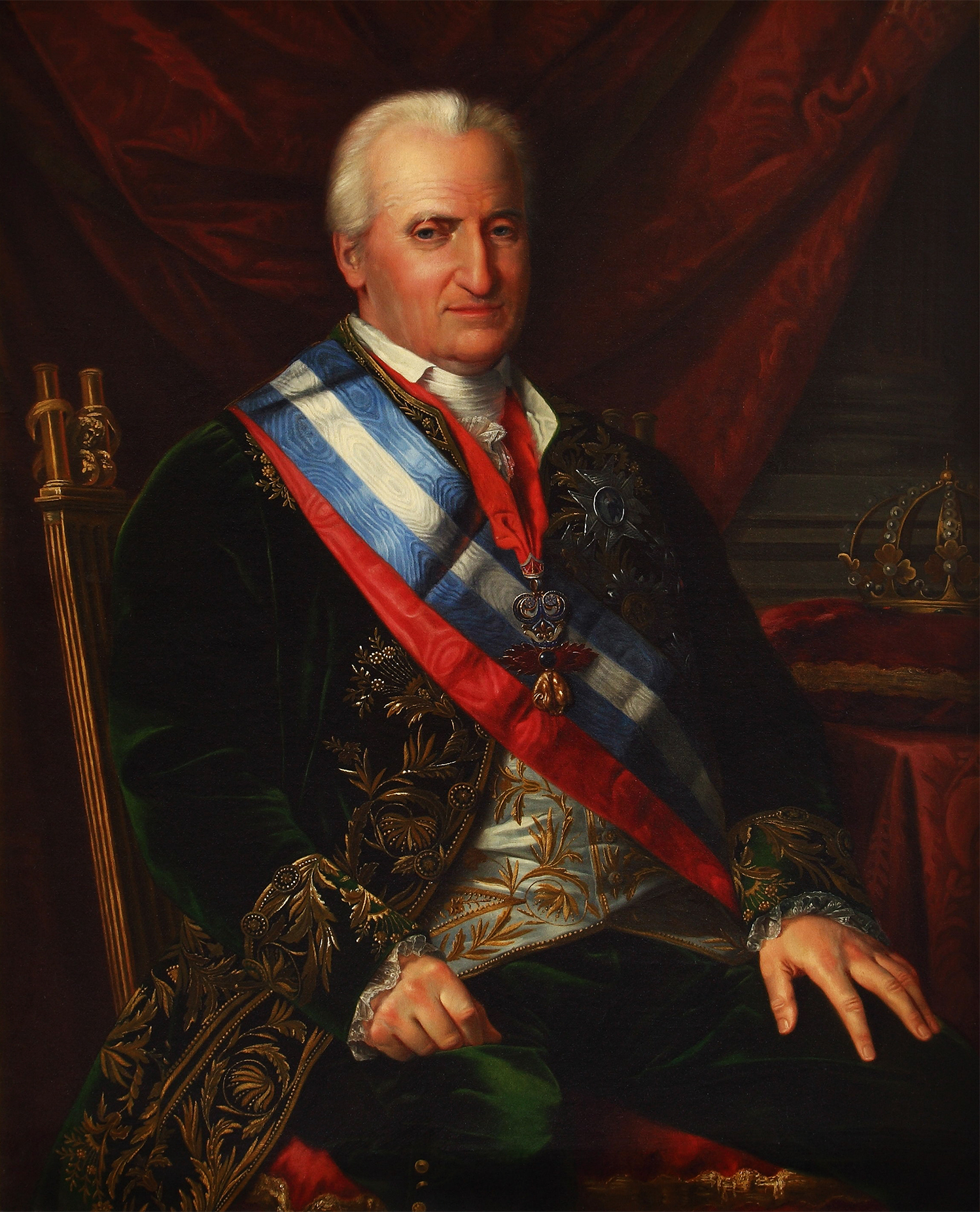
カルロス4世
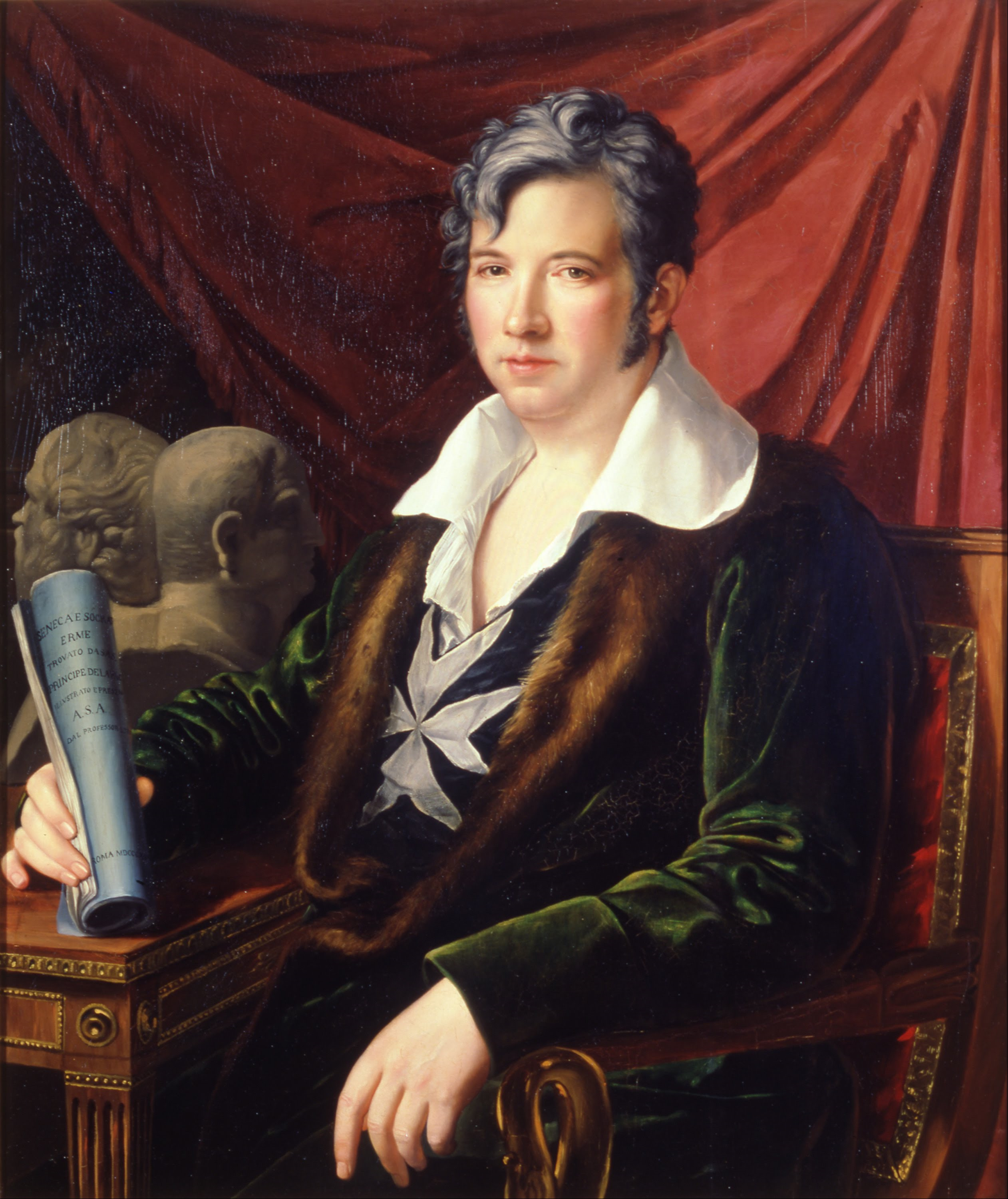
マヌエル・デ・ゴドイ
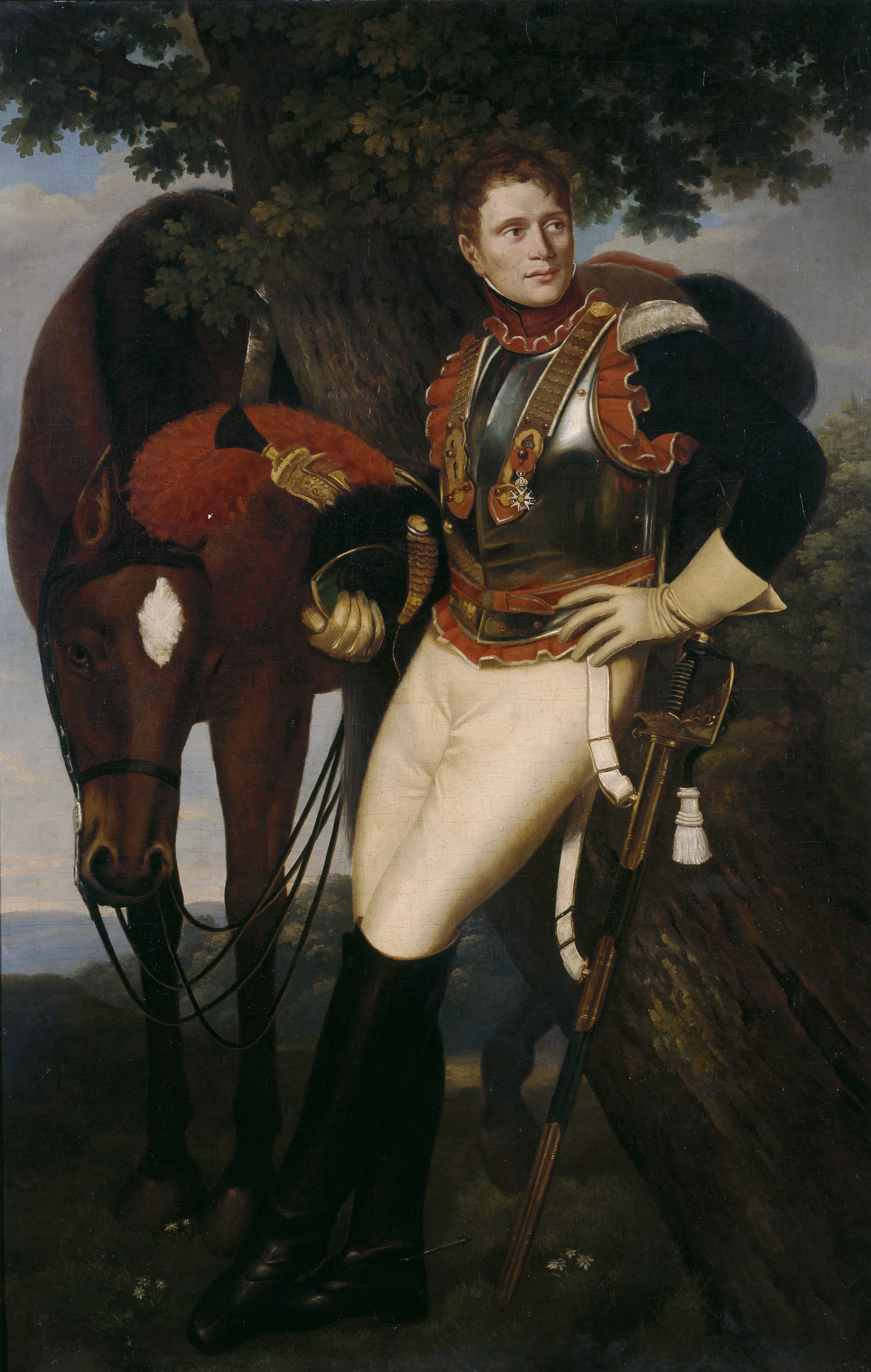
フランスの胸甲騎兵(c.1813)

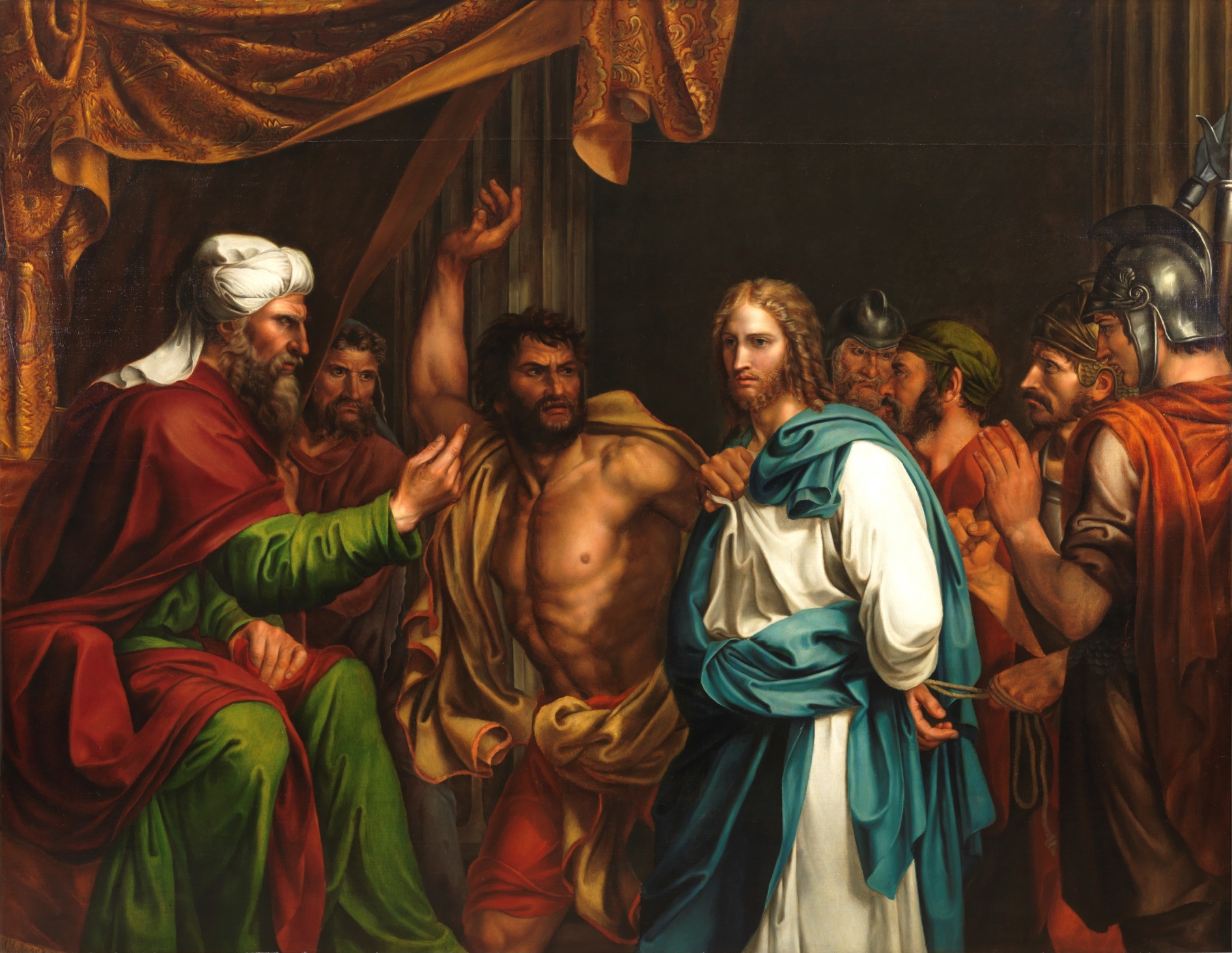
アンナスの前のイエス
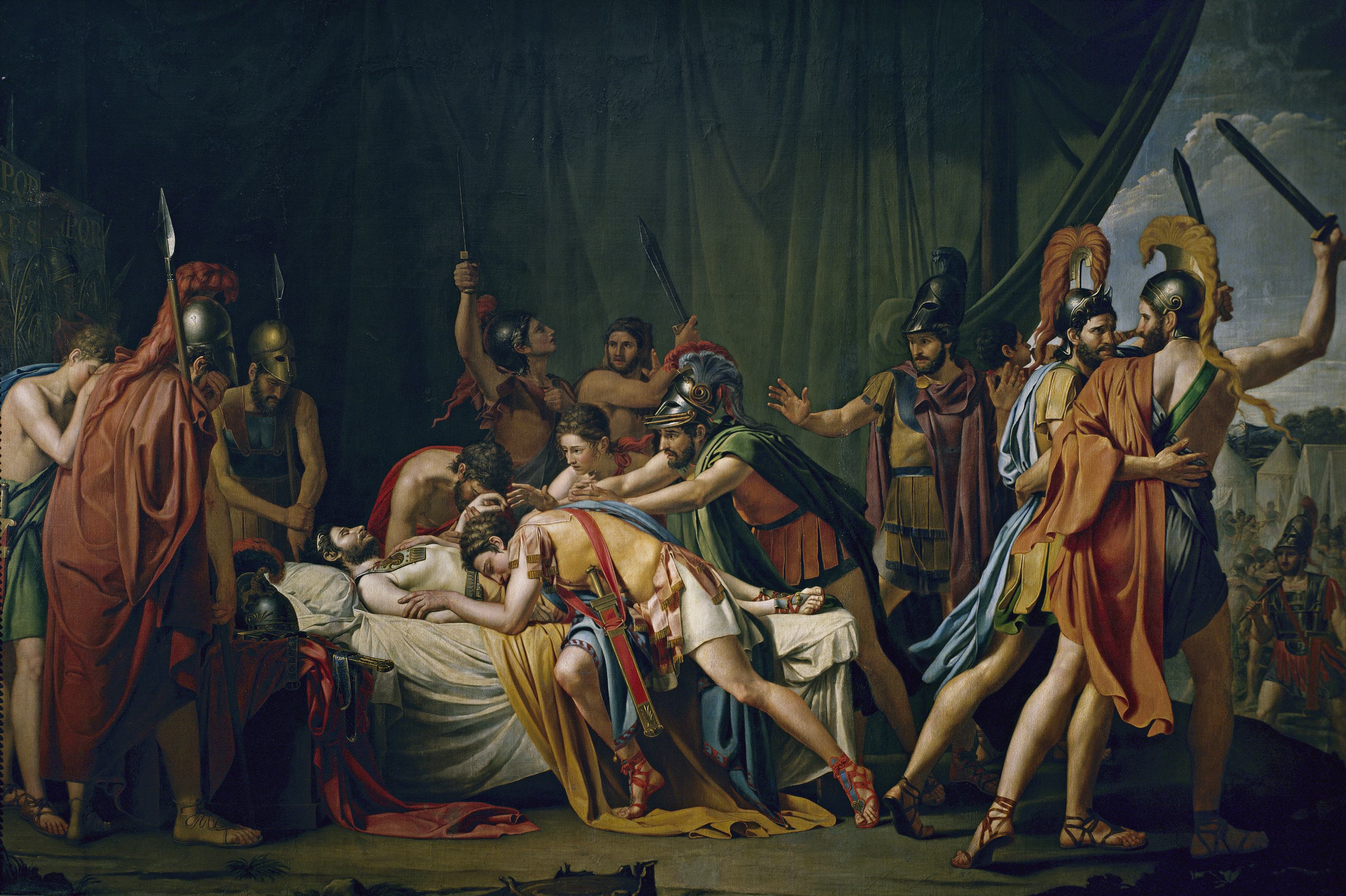
ヴィリアトゥスの死